# Catálogo RCW
El catálogo RCW es un catálogo astronómico de 182 objetos especializado en los de tipo Hα, muchos al sur de la Vía Láctea. Algunos son objetos Caldwell, otros del Catálogo Gum y otros del Sharpless. De sus 182 objetos, muchos son del Catálogo Sharpless (la mayoría, junto al catálogo NGC), pero pocos del Catálogo Caldwell, catálogo con objetos más abundantes compartidos con este catálogo. El RCW es el Nuevo Catálogo General (NGC) de Nuevo Catálogo General, luego (Sh2-) de Catálogo Sharpless y unos pocos de (C o también Caldwell) del Catálogo Caldwell.

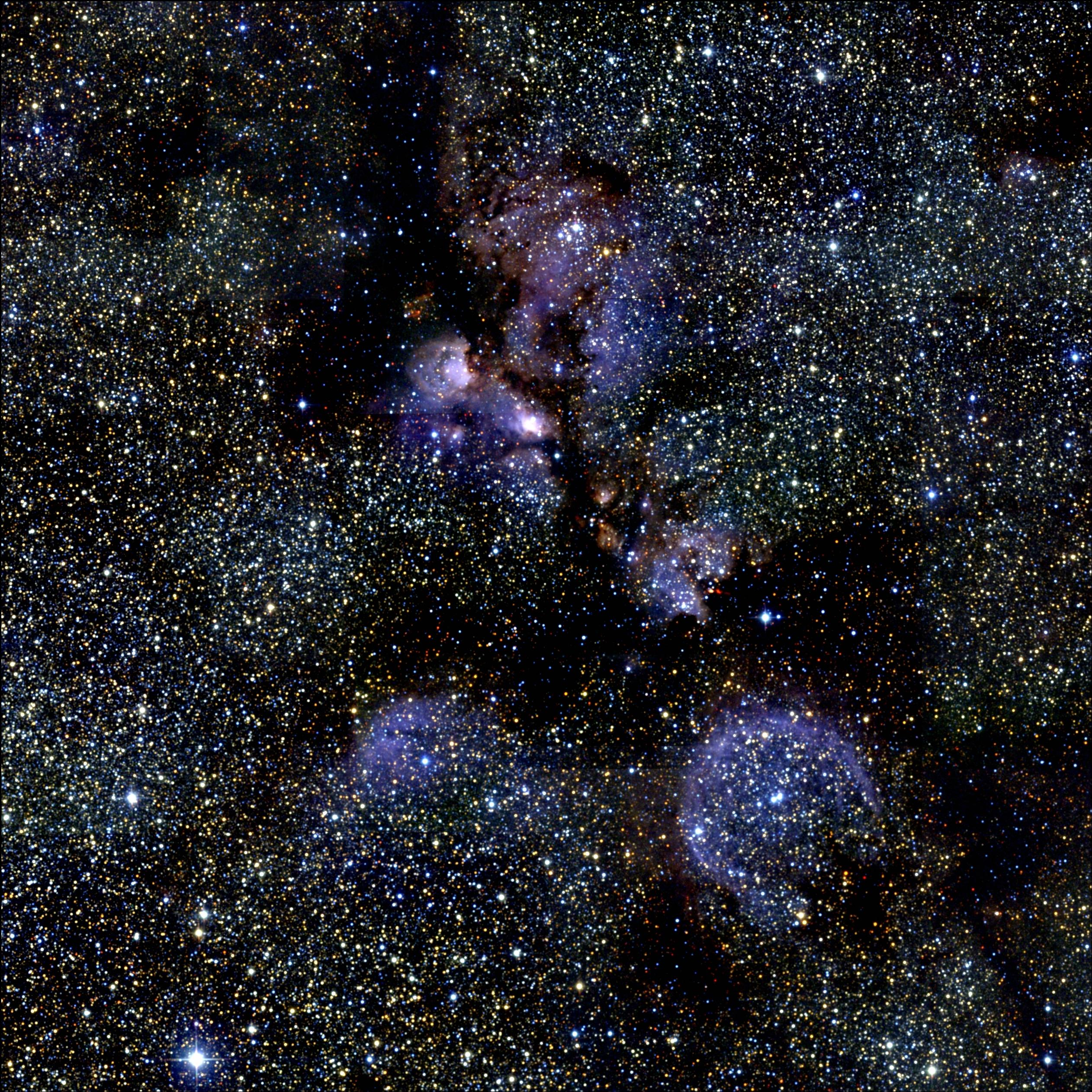
Una pequeña imagen de NGC 6334

Las iniciales de los apellidos de sus autores le dan nombre: Rodgers, Campbell, Whiteoak. Fue completado en Australia en los años 1960 por Alexander William Rodgers, Collin T. Campbell y John Bartlett Whiteoak, descubriendo o nombrando los objetos del catálogo en el Observatorio del Monte Stromlo. Tiene la mayoría de los objetos: nebulosas como la Nebulosa Omega, la Nebulosa Trífida, etc. También hay cúmulos abiertos, como RCW 38.

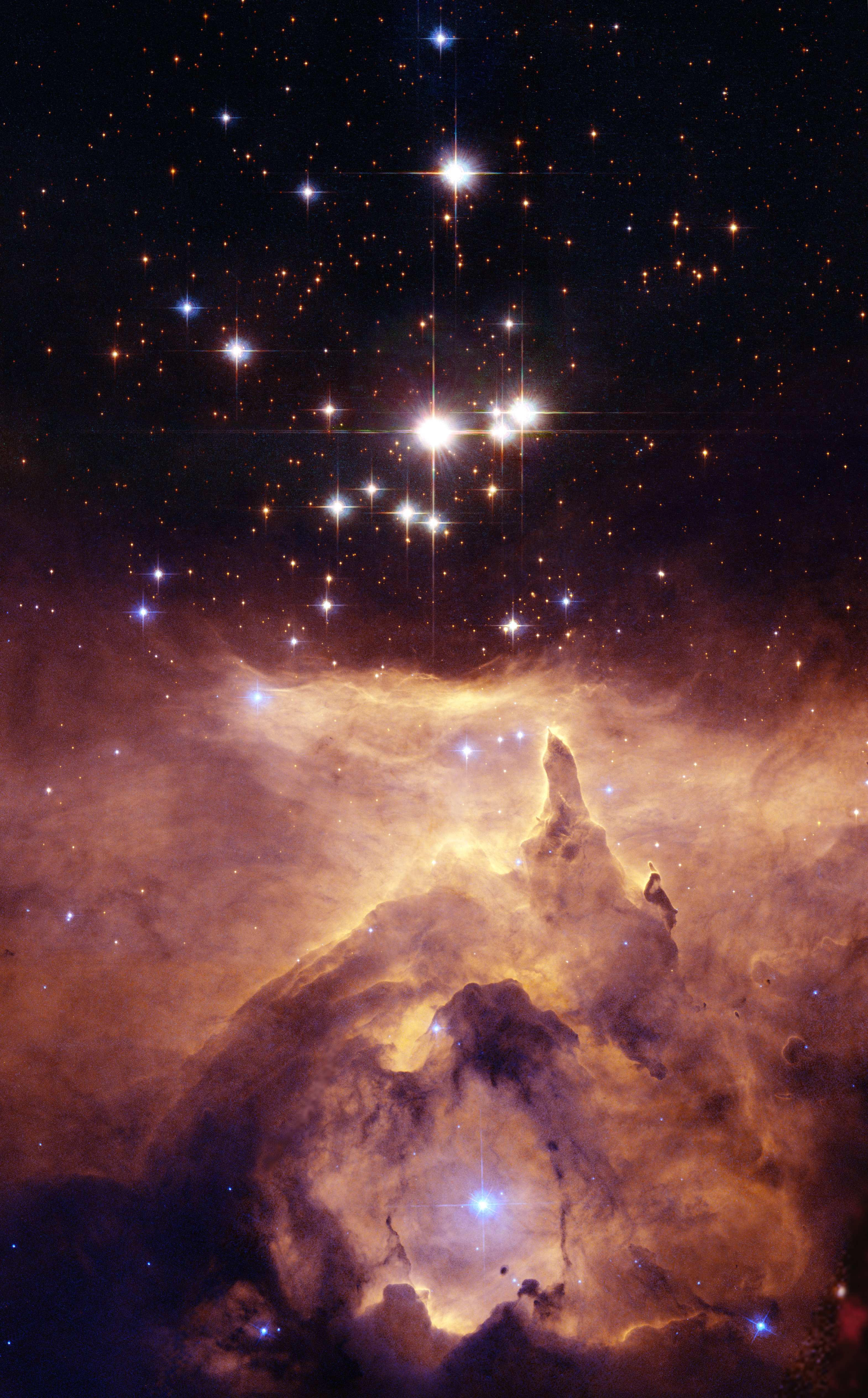
Imagen de NGC 6357 en la constelación de Scorpius, una gran nebulosa de región H II, cerca del cúmulo abierto Pismis 24, también conocida como la Nebulosa de la Guerra y la Paz, una bonita imagen

## Ejemplos
He aquí unos ejemplos de este catálogo, los más destacados y sus imágenes.
| Número | Nombre                | Imagen        | Otros nombres      |
| ------ | --------------------- | ------------- | ------------------ |
| 34     | RCW 34                |               |                    |
| 36     | RCW 36                |               |                    |
| 38     | RCW 38                |               |                    |
| 49     | RCW 49                |               |                    |
| 57     | RCW 57                |               | NGC 3582           |
| 75     | Stock 16              |               | RCW 75             |
| 86     | RCW 86                | ESO-RCW86.jpg |                    |
| 88     | RCW 88                |               |                    |
| 108    | RCW 108               |               |                    |
| 124    | NGC 6302              |               | RCW 124            |
| 127    | RCW 127               |               |                    |
| 131    | NGC 6357              |               | RCW 127            |
| 146    | Nebulosa de la Laguna |               | Messier 8, RCW 146 |
| 147    | Nebulosa Trífida      |               | RCW 147            |
| 160    | Nebulosa Omega        |               | RCW 160            |
| 165    | Nebulosa del Águila   |               | RCW 165            |

## Lista completa del 1 al 100
- RCW 1
- RCW 2
- RCW 3
- RCW 4
- RCW 5
- RCW 6
- RCW 7
- RCW 8
- RCW 9
- RCW 10
- RCW 11
- RCW 12
- RCW 13
- RCW 14
- RCW 15
- RCW 16
- RCW 17
- RCW 18
- RCW 19
- RCW 20
- RCW 21
- RCW 22
- RCW 23
- RCW 24
- RCW 25
- RCW 26
- RCW 27
- RCW 28
- RCW 29
- RCW 30
- RCW 31
- RCW 32
- RCW 33
- RCW 34
- RCW 35
- RCW 36
- RCW 37
- RCW 38
- RCW 39
- RCW 40
- RCW 41
- RCW 42
- RCW 43
- RCW 44
- RCW 45
- RCW 46
- RCW 47
- RCW 48
- RCW 49
- RCW 50
- RCW 51
- RCW 52
- RCW 53
- RCW 54
- RCW 55
- RCW 56
- RCW 57
- RCW 58
- RCW 59
- RCW 60
- RCW 61
- RCW 62
- RCW 63
- RCW 64
- RCW 65
- RCW 66
- RCW 67
- RCW 68
- RCW 69
- RCW 70
- RCW 71
- RCW 72
- RCW 73
- RCW 74
- RCW 75
- RCW 76
- RCW 77
- RCW 78
- RCW 79
- RCW 80
- RCW 81
- RCW 82
- RCW 83
- RCW 84
- RCW 85
- RCW 86
- RCW 87
- RCW 88
- RCW 89
- RCW 90
- RCW 91
- RCW 92
- RCW 93
- RCW 94
- RCW 95
- RCW 96
- RCW 97
- RCW 98
- RCW 99
- RCW 100

## Lista completa del 101 al 182
- RCW 101
- RCW 102
- RCW 103
- RCW 104
- RCW 105
- RCW 106
- RCW 107
- RCW 108
- RCW 109
- RCW 110
- RCW 111
- RCW 112
- RCW 113
- RCW 114
- RCW 115
- RCW 116
- RCW 117
- RCW 118
- RCW 119
- RCW 120
- RCW 121
- RCW 122
- RCW 123
- RCW 124
- RCW 125
- RCW 126
- RCW 127
- RCW 128
- RCW 129
- RCW 130
- RCW 131
- RCW 132
- RCW 133
- RCW 134
- RCW 135
- RCW 136
- RCW 137
- RCW 138
- RCW 139
- RCW 140
- RCW 141
- RCW 142
- RCW 143
- RCW 145
- RCW 146
- RCW 147
- RCW 148
- RCW 149
- RCW 150
- RCW 151
- RCW 152
- RCW 153
- RCW 154
- RCW 155
- RCW 156
- RCW 157
- RCW 158
- RCW 159
- RCW 160
- RCW 161
- RCW 162
- RCW 163
- RCW 164
- RCW 165
- RCW 166
- RCW 167
- RCW 168
- RCW 169
- RCW 170
- RCW 171
- RCW 172
- RCW 173
- RCW 174
- RCW 175
- RCW 176
- RCW 177
- RCW 178
- RCW 179
- RCW 180
- RCW 181
- RCW 182

## Otros catálogos astronómicos
- Catálogo Sharpless (Sh2)
- Nuevo Catálogo General (NGC)
- 2MASS (2MASS)
- Catálogo de Galaxias Principales (PGC)
- Catálogo Caldwell (C)
- Catálogo General Upsala (UGC)
- Catálogo Índice (IC)
- Catálogo Gum (Gum)